# Demetrio II de Abjasia
Demetrius II (en georgiano: დემეტრე II) fue rey de Abjasia de 855 a 864. Era el segundo hijo  de Leon II de la dinastía Achba. Sucedió a su hermano Teodosio II.

## Familia
Demetrius se casó con una princesa desconocida:

### Descendencia
- Tinen, duque de Chikha (muerto, 871 / 877);
- Bagrat I Abjasia, Rey del Abjasia de 882 hasta 894.